# 約坎加河

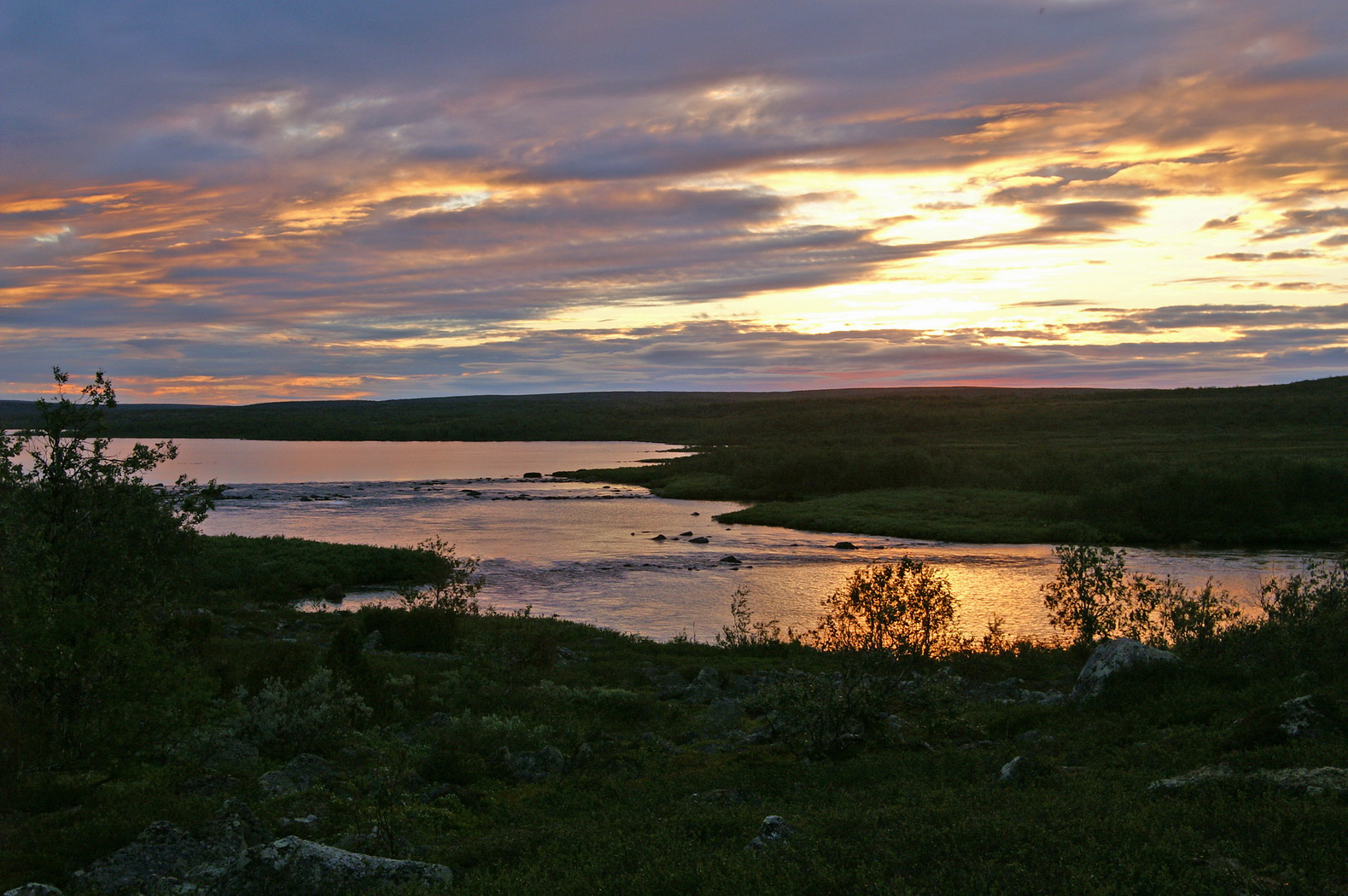

約坎加河是俄羅斯的河流，位於摩爾曼斯克州科拉半島以北，河道全長203公里，流域面積6,020平方公里，河水經河道最終流入巴倫支海。
約坎加河的最大支流是蘇哈亞河。